# Patrouillebaad Nr. 8-9
Patrouillebaad Nr. 8 og 9 var for langsomme til at være rigtige torpedobåde, og fik derfor betegnelsen patruljebåde, selv om de var udstyret med torpedoer. De blev bygget på Orlogsværftet. 

## Tekniske data

### Generelt
- Længde: 25,6 m (Nr. 9: 26,1 m)
- Bredde: 3,8 m
- Dybdegående: 1,8 m (Nr. 9: 1,7 m)
- Deplacement: 48 tons (Nr. 9: 46 tons)
- Fart: 13 knob
- Besætning: 13

### Armering
- Artelleri: 1 stk 47 mm og 1 stk 37 mm
- Torpedoapparater: 1 stk 35 cm (På dækket)

## Tjeneste
- Patrouillebaad Nr. 8. Søsat 1894. Udgået i 1930.
- Patrouillebaad Nr. 9. Søsat 1895. Udgået i 1927.